# Бахрушин, Юрий Алексеевич
Ю́рий Алексе́евич Бахру́шин (15 [27] января 1896, Москва — 4 августа 1973, Москва) — советский балетовед, театральный критик, историк балета, педагог.

## Биография
Родился в известной московской купеческой семье. Его отец — Алексей Александрович Бахрушин — меценат, собиратель театральной старины, создатель частного литературно-театрального музея, в дальнейшем получившего его имя.
Окончил Реальное училище К. П. Воскресенского (1914), затем — Лазаревский институт. Также учился живописи на Пречистенских рабочих курсах в студии И. О. Дудина и К. Ф. Юона.
В 1917 году служил в Петроградском Измайловском полку, подпоручик, затем воевал в Красной Армии.
Демобилизовался в 1918 году.
В 1918—1924 годах — помощник заведующего постановочной частью Большого театра.
В 1924—1935 годах — заведующий постановочной частью, а в 1935—1938 годах — литературной частью Оперной студии К. С. Станиславского.
С середины 1920-х годов занимался историей балета и собирал материалы. На основе обработанных им документов в 1928 году вышла книга воспоминаний театрального декоратора и машиниста сцены К. Ф. Вальца, в 1940-е годы — книги воспоминаний балетмейстеров А. П. Глушковского и И. И. Вальберха, подготовленные Юрием Слонимским и Юрием Бахрушиным. С начала 1940-х годов публиковал в периодической печати рецензии на премьеры балетов Большого театра, спектакли Музыкального театра имени К. С. Станиславского и Вл. И. Немировича-Данченко, статьи о балете.
В 1943 году начал преподавать историю балетного театра в Московском хореографическом училище, затем в ГИТИСе и в школе при Ансамбле народного танца СССР под руководством И. А. Моисеева. Среди его учеников — все выдающиеся деятели советского балета 1950—1970-х годов.
В 1948 году, с составления «Конспекта лекций по истории русского балета, читанных в Государственном институте театрального искусства имени Луначарского и в Хореографическом училище ГАБТ СССР», Юрий Бахрушин начал работу, ставшую главной в его жизни — создание «Истории русского балета», увидевшей свет в 1965 году. В этой книге, в сжатой форме, сконцентрирована вся история возникновения и развития балетного искусства в России, начиная с истоков и до революции 1917 года. Книга была рекомендована в качестве учебного пособия для студентов институтов культуры, учащихся театральных и хореографических учебных заведений, неоднократно переиздавалась многотысячными тиражами. И по сей день она является основным учебником по истории балета, несмотря на некоторую политизацию и идеологические издержки в духе социалистического реализма.
В последние годы жизни Юрий Бахрушин занимался изучением истории провинциального балетного театра в России XVIII — начала XIX веков и начальным этапом становления московской балетной школы, считая эту тему неисследованной. Эта работа осталась незаконченной.

### Семья
- Отец — Алексей Александрович Бахрушин (1865—1929) — русский купец, меценат, собиратель театральных реликвий, основавший в 1891 году частный литературно-театральный музей, ныне известный как Театральный музей имени А. А. Бахрушина
- Мать — Вера Васильевна Бахрушина (1875—1942), дочь купца В. Д. Носова.

## Награды
- Медаль «За трудовое отличие» (27 мая 1951 года) — за выдающиеся заслуги в развитии советского музыкально-театрального искусства и в связи с 175-летием со дня основания Государственного ордена Ленина Академического Большого театра СССР[2].

### Книги
- Бахрушин Ю. А. А. А. Горский. — М.—Л.: Искусство, 1946. — 52 с.
- Бахрушин Ю. А. История русского балета. — М.: Советская Россия, 1965. — 227 с.
- Бахрушин Ю. А. История русского балета. — 2-е изд. — М.: Просвещение, 1973. — 310 с. — 35 000 экз.
- Бахрушин Ю. А. История русского балета. — 3-е изд. — М.: Просвещение, 1977. — 288 с. — 100 000 экз.
- Бахрушин Ю. А. История русского балета. — 4-е изд. — М.: Планета музыки, Лань, 2009. — 352 с. — 2000 экз. — ISBN 978-5-8114-0873-3.
- Бахрушин Ю. А. Воспоминания. — М.: Художественная литература, 1994. — 704 с. — (Библиотека «История Москвы с древнейших времен до наших дней»). — 20 000 экз. — ISBN 5-280-02442-2.
  - Бахрушин Ю. А. Воспоминания. — 2-е изд., испр. и доп.. — М.: ГЦТМ им. А. А. Бахрушина, 2012. — 542 с. — (Бахрушинская серия). — 1000 экз. — ISBN 978-5-901977-51-4. Архивировано 20 ноября 2012 года.

### Избранные статьи
- Бахрушин Ю. Петипа // Экран : журнал. — М., 1922. — № 29.
- Бахрушин Ю. Балеты Чайковского и их сценическая история // Чайковский и театр. Статьи и материалы / А.И. Шавердян. — М.—Л.: Искусство, 1940. — 356 с. — 3000 экз.
- Бахрушин Ю. Балет Большого театра // Большой театр Союза ССР. — М.: Государственный ордена Ленина Академический Большой театр СССР, 1947. — 328 с.
- Бахрушин Ю. Балет русской провинции начала XIX века // Советский балет : журнал. — М., 1982. — № 1.
- Бахрушин Ю. Наши балетные бригады // Балет : журнал. — М., 2005. — № 3.